# Guerres civils romanes
Durant tota l'Antiga Roma hi hagué diferents conflictes que poden qualificar-se com a guerra civil.

## Context
En el context del dret romà, la guerra civil es refereix només a una guerra entre ciutadans romans.
Les guerres civils es desenvolupen a la República Romana a partir de l'oposició entre populars i Optimats, l'assassinat el 133 aC del primer dels germans Gracs fundant la clara irrupció de la violència en el joc polític. La primera guerra civil va enfrontar als partidaris de Gai Mari, demòcrata i defensor dels plebeus, i dels partidaris de Luci Corneli Sul·la, noble conservador. En acabar la guerra a orient amb el tractat de Dardanos, Sul·la va tornar a Itàlia on va derrotar els populars i es va establir com a dictador, va reformar la Constitució republicana cedint més poder al Senat, marcant una fita en la disposició de les tropes romanes a fer la guerra els uns contra els altres, una cosa que aplanaria el camí per a les guerres del triumvirat entre Juli Cèsar i els Optimates liderada inicialment per Gneu Pompeu Magne, i entre Marc Antoni i Octavià i els complotats en l'assassinat de Juli Cèsar, amb l'enderrocament del Senat com la direcció de facto de l'estat romà, i la consegüent usurpació endèmica del tardà Imperi.
Els conflictes d'ambicions dels grans generals (Imperators) van arribar a empeltar-se en l'oposició entre populars i optimats i van culminar els conflictes al voltant de la persona de Juli Cèsar i després de la seva herència, fins que August va aconseguir portar la pau i la unitat a l'Imperi. A partir d'aleshores l'estatus de la guerra civil a Roma va canviar: la guerra civil ja no era el lloc d'expressió d'un partit polític contra un altre mitjançant la violència, sinó la impugnació del poder de l'emperador en el lloc per part d'un usurpador, o la lluita entre dos usurpadors.

## Segle III aC
- 241 aC: revolta dels Falisci - revolta reprimida[5]
- 216–203 aC: deserció dels aliats italians de Roma als cartaginesos durant la Segona Guerra Púnica

## Segle II aC
- 135–132 aC: Primera Guerra Servil a Sicília - revolta reprimida[6][7]
- 125 aC: revolta de Fregellae - revolta reprimida[8]
- 104–100 aC: Segona Guerra Servil a Sicília - revolta reprimida[9]

## Segle I aC
- 91–87 aC: Guerra social, entre Roma i molts dels seus companys aliats italians - victòria romana.
- 88 aC: la marxa de Luci Corneli Sul·la a Roma, provocant la prohibició del seu enemic, Gai Mari
- 88 - 81 aC: La Primera Guerra Civil Romana enfrontà a Gneu Papiri Carbó i Luci Corneli Sul·la i acabà amb la victòria del darrer.
- 87 aC: Bellum Octavianum, guerra civil entre els cònsols Corneli Cinna i Gneu Octavi – Victòria de Cinnan.
- 83–81 aC: La guerra civil de Sila, lluitada entre els partidaris de Sul·la i Cinna: victòria de Sul·la.
- 80–72 aC: Guerra de Sertori entre Roma i les províncies d'Hispània sota el lideratge de Quint Sertori, un antic partidari de la victòria de Marius i Cinna-Sul·la.
- 77 aC: Rebel·lió de Lèpid contra el règim de Sullan – Victòria de Sullan.
- 73–71 aC: Tercera Guerra Servil a Itàlia: revolta reprimida.
- 63–62 aC: Conspiració de Catilina, entre el Senat i els seguidors insatisfets de Catilina – Victòria senatorial.
- 49–45 aC: Segona Guerra Civil Romana. Guerra civil de Cèsar entre Juli Cèsar i els Optimates liderada inicialment per Gneu Pompeu Magne - Victòria cesària.
- 46 aC: Revolta dels bel·lòvacs al nord-est de la Gàl·lia: revolta reprimida
- 44 aC: Revolta dels al·lòbroges a la Gàl·lia – revolta reprimida
- 44–43 aC: Guerra civil post-cesària entre l'exèrcit del Senat (dirigit primer per Ciceró i després per August) i l'exèrcit d'Marc Antoni, Lèpid i els seus col·legues: la treva dona lloc a la unió de forces.
- 44–42 aC: La Tercera Guerra Civil Romana, immediatament després de l'Assassinat de Juli Cèsar, enfrontà els seus assassins, coneguts com a Liberatores (Brutus i Gai Cassi Longí, assassins de Cèsar) amb els líders del Segon Triumvirat (Octavi, Marc Antoni i Lèpid), que consolidaren el seu poder. Victòria del triumvirat.
- 44–36 aC: Guerra de Sicília, guerra entre el Segon Triumvirat (en particular Octavi i Agripa) i Sext Pompeu Pius, el fill de Pompeu - victòria del triumvirat.
- 41–40 aC: Guerra de Perusa entre les forces d'Octavi contra Luci Antoni i Fulvia (el germà petit i la dona de Marc Antoni) - Victòria d'Octavi.
- 38 aC: Revolta de les tribus aquitanes - revolta reprimida per Marc Vipsani Agripa
- 32–30 aC: Quarta Guerra Civil Romana entre Octavi i el seu amic i general Agripa, en representació del senat, contra Antoni i Cleòpatra - Victòria d'Octavi, convertint-se així en el primer emperador romà, amb el títol d′August.
- 30–29 aC: Revolta dels mòrins i trèvers al nord de la Gàl·lia amb suport germànic - revolta reprimida
- 30 aC: Revolta al delta del Nil i la Tebaida: revolta reprimida per Gai Corneli Gal.
- 28–27 aC: Revolta a Gàl·lia Aquitània - revolta reprimida per Marc Valeri Messal·la Corví
- 13 aC: Revolta de Vologases, sacerdot de Dionís, a Tràcia - revolta reprimida
- 11–9 aC: Revolta de les tribus de les muntanyes del sud a Tràcia - revolta reprimida per Luci Calpurni Pisó Cesoní
- 4 aC: Revolta dels jueus a Judea: revolta reprimida per Publi Quinctili Var

## Segle I
- 3–6: Revolta dels gètuls a Mauretània: revolta reprimida per Cos Corneli Lèntul Getúlic
- 6: Revolta de Judes el Galileu contra els impostos romans: revolta reprimida
- 6–9: Bellum Batonianum, una gran rebel·lió a Il·líria contra Roma - revolta reprimida per Tiberi
- 9: La revolta del líder alemany Armini destrueix tres legions romanes a la batalla del bosc de Teutoburg, posant fi definitivament als esforços romans per conquerir territoris germànics a l'est del Rin.
- 14: Motí de les legions a Germania i Il·líric suprimit per Germànic Cèsar i Drusu Juli Cèsar
- 17–24: revolta de tacfarines al nord d'Àfrica: revolta reprimida per Publi Corneli Dolabel·la
- 21: Revolta dels Treveri, Hedus, Andecaus i Turoni sota Juli Flor i Juli Sacrovir a la Gàl·lia - revolta reprimida per Gai Sili i Gai Calpurnius Aviola
- 21: Revolta dels coelaletae, Regne dels odrisis i Dii a Tràcia – revolta reprimida per P. Vellaeus
- 26: Revolta a Tràcia: revolta reprimida per Gai Poppeu Sabí
- 28: Revolta dels Frisii a la batalla del bosc de Baduhenna - victòria rebel
- 36: Revolta dels Cietae a Capadòcia: revolta reprimida per Marc Trebellius
- 38: disturbis alexandrins
- 40: disturbis alexandrins
- 40–44: Revolta d Aedemon i Sabalus a Mauretània - revolta reprimida per Gai Suetoni Paulí i Gneu Hosidi Geta
- 42: Usurpació fallida de Marc Furi Camil Escribonià a Dalmàcia
- 46: El Regne de Tràcia es revolta contra els romans després de la mort del rei Rhoemetalces III - revolta reprimida
- 46–48: aixecament de Jacob i Simó a Galilea: revolta reprimida
- 60–61: aixecament de Boudica a Gran Bretanya: revolta reprimida per Gai Suetoni Paulí
- 66–73: Primera Guerra Judeo-romana: revolta reprimida
- 68: Revolta a Gàl·lia Celta sota Juli Víndex - revolta reprimida per l'exèrcit de Virgini Rufus
- 68–69: L'Any dels quatre emperadors entre diversos romans després de la mort de Neró (68 dC). Després del suïcidi de Neró, els generals Galba, Marc Salvi Otó i Vitel·li prenen el tron amb pocs mesos de diferència. El general Vespasià, que fins aleshores lluitava contra la revolta a Judea, és victoriós. Funda la Dinastia Flàvia.
- 69: Revolta d'Anicet del Pont a la Còlquida - revolta reprimida per Viddius Geminus
- 69–70: Revolta dels Bataus, Treveri i língons a la Gàl·lia: revolta reprimida
- 79–80: usurpació fallida de Terenci Màxim, un pseudo-Neró, a Àsia
- 89: Revolta de Luci Antoni Saturní amb dues legions a Germània Superior: revolta reprimida.

## Segle II
- 115–117: Guerra de Kitus a Egipte, Cirene i Creta i Xipre: revolta reprimida
- 117: Revolta a Mauretania – revolta reprimida per Quint Marci Turbo
- 122: disturbis d'Apis a Alexandria
- 132–136: Revolta de Bar Kokhebà a Judea: revolta reprimida
- 152: tribus nòmades i bandolers al nord d'Àfrica - suprimits mitjançant sistemes de defensa i fortificacions[10]
- 153: disturbis alexandrins
- 172: Revolta dels Boukoloi a Egipte: revolta reprimida per Avidi Cassi
- 175: usurpació fallida d'Avidius Cassius a les parts orientals de l'Imperi Romà
- 185: Motí de l'exèrcit a Gran Bretanya reprimit per Pèrtinax
- 190: Dues revoltes a l'Àfrica reprimides per Pertinax
- 193–197: Any dels Cinc Emperadors i posterior guerra civil entre els generals Septimi Sever, Pescenni Níger i Clodi Albí després de l'assassinat de Còmmode (192 dC) i els posteriors assassinats de Pèrtinax i Didi Julià (193 dC). Sever és victoriós i funda la Dinastia Severa.

## Segle III
- 218: Batalla d'Antioquia, lluitada entre l'emperador Macrí i el seu rival Elagàbal, que va provocar la caiguda de Macrí i el seu reemplaçament per Elagàbal.
- 219: usurpacions fallides de Verus i Gelli Màxim a Síria.
- 221: usurpació fallida de Seleucus, possiblement a Moesia
- 227: usurpació fallida de Seius Sallusti a Roma
- 232: usurpació fallida de Taurinius a Síria.
- 235–284: Crisi del segle iii: almenys 26 reclamants van lluitar entre ells per convertir-se en emperador i els emperadors van lluitar contra els usurpadors, donant lloc a freqüents guerres civils i a la ruptura dels Imperis galo-romà (260–274) i de Palmira (270–273).
  - 238: Any dels sis emperadors entre diversos generals contra Maximinus Thrax i després del seu assassinat. Després que Gordià I i Gordià II siguin derrotats per un exèrcit pro-Maximinus després d'un intent de derrocar l'emperador, Maximinus és assassinat. Pupiè, Balbí i Gordià III el substitueixen, però els dos primers són assassinats en pocs mesos i només Gordià III sobreviu.
  - 240: usurpació fallida de Sabinià a Mauretània
  - 248–249: usurpacions fallides de Jotapià a Síria i Pacatià a Mèsia.
  - 249: l'emperador Felip l'Àrab és assassinat i enderrocat pels rebels a la batalla de Verona i substituït per Deci.
  - 250: usurpació fallida de Licinià a Roma.
  - 251: usurpació fallida de Titus Juli Prisc a Tràcia.
  - 252: usurpació fallida de Ciriades a Síria.
  - 253: Usurpacions de Marc Emilià i Felicitas: els emperadors Trebonià Gal i Volusià assassinats pels seus soldats i substituïts per Emilianus. Valerià aixeca les legions del Rin en revolta, mentre que Emilianus és assassinat pels seus propis soldats.
  - 254: usurpació fallida d'Urani a Síria.
  - 260: usurpacions fallides d'Ingenu i Regalià a Pannònia.
  - 260–261: usurpació fallida de Macrià Major, Macrià Menor, Gai Fulvi Quiet i Balista a l'Orient
  - 260–274: L'Imperi de les Gàl·lies rupturista.
  - 261: usurpacions fallides de Pisó Tessàlic i Valent Tessalònic a Acaia.
  - 261–262: usurpació fallida de Emilià Alexandrí i Memor a Egipte.
  - 267: usurpació fallida de Meoni a Palmira.
  - 268: usurpació fallida d'Aureol a Occident. L'emperador Gal·liè va ser assassinat pels seus soldats i Claudi II el Gòtic proclamat emperador.
  - 270: usurpació d'Aurelià contra Marc Aureli Quintil.
  - 270–273: L'Imperi de Palmira.
  - 271: usurpacions fallides de Felicíssim a Roma i Septimi a Dalmàcia.
  - 275: Aurelià assassinat per la Guàrdia Pretoriana i substituït per Marc Claudi Tàcit.
  - 276: usurpació de Marc Aureli Probe contra Florià.
  - 280: usurpació fallida de Juli Saturní a Orient.
  - 280–281: usurpació fallida de Pròcul i Bonós a Occident.
  - 282: Marc Aureli Probe assassinat pels seus soldats. El nou emperador Marc Aureli Car podria haver estat implicat en el complot.
  - 283–285: usurpació fallida de Sabinus Julianus.
  - 284–285: usurpació de Dioclecià contra Carí
- 284–286: aixecament de Bagaudae a la Gàl·lia sota Elià i Amandus - revolta reprimida.
- 286–296: revolta carausiana sota Carausi i Al·lecte a Gran Bretanya i al nord de la Gàl·lia - revolta reprimida.
- 293: Revolta de les ciutats de Busiris i Coptos a la Tebaida egípcia - revolta reprimida per Galeri.
- 297–298: usurpació fallida de Luci Domici Domicià i Aureli Aquil·leu a Egipte

## Segle IV
- 303: usurpació fallida d' Eugeni a la Síria romana.
- 306–324: Guerres civils de la Tetrarquia, començant amb la usurpació de Maxenci. i la derrota de Sever II, i acabant amb la derrota de Licini I a mans de Constantí I l'any 324 dC. La tetrarquia establerta per Dioclecià es trencaria a causa d'aquestes guerres.
- 334: usurpació fallida de Calocaerus a Xipre.
- 337: Cèsars Dalmaci i Hannibalià assassinats pels soldats en una purga orquestrada per Constanci II.
- 340: Guerra civil, quan Flavi Juli Constant va derrotar Flavi Claudi Constantí prop d'Aquileia.
- 350–353: guerra civil romana del 350-353, quan Constanci II va derrotar l'usurpador Magnenci que havia assassinat Constant.
- 351–352: revolta jueva contra Constantí Gal a  Palestina - revolta reprimida.
- 355: usurpació fallida de Silvà a la Gàl·lia
- 361: Usurpació de Julià l'Apòstata.
- 365–366: Batalla de Tiatira, quan l'emperador Valent va derrotar els usurpadors Procopi i Marcel.
- 372: usurpació fallida de Theodorus a Antioquia de l'Orontes.
- 372–375: Revolta de Firm a Àfrica - revolta reprimida per Flavi Teodosi el Vell.
- 383–384: usurpació de Magne Màxim a l'oest i assassinat de Flavi Gracià pel general Andragati.
- 387: disturbis fiscals contra l'emperador Teodosi I a Antioquia.
- 387–388: Batalla del Sava, quan l'emperador d'Orient Teodosi I va derrotar l'emperador d'Occident Magnus Maximus.
- 390: Revolta a Tessalònica que culmina amb la massacre de Tessalònica.
- 392–394: Batalla del Frígid, quan l'emperador d'Orient Teodosi I va derrotar l'usurpador Eugeni.
- 398: Revolta gildònica, quan els Comes Gildó es van rebel·lar contra l'emperador d'Occident Flavi Honori. La revolta va ser sotmesa per Estilicó, el mestre dels soldats de l'Imperi Romà d'Occident.
- 399–400: Revolta de Tribigild i Gaines a l'Imperi d'Orient - revolta reprimida.

## Segle V
- 406–413: Guerra civil quan els usurpadors Marc, Gracià, Constantí III, Constantí II (fill de Constantí III), Màxim Tirà, Prisc Àtal, Joví, Sebastianus i Heràclià van intentar usurpar el tron de Flavi Honori. Tots van ser derrotats.
- 409–417 : aixecament de Bagaudae a la vall del Loira i Bretanya
- 419–421: Revolta de Màxim Tirà a Hispània – revolta reprimida
- 423–425: Guerra civil, quan l'usurpador Joan el Secretari va ser derrotat per l'exèrcit de l'emperador Valentinià III.
- 427–429: Guerra civil, quan el Comes Africae Bonifaci d'Àfrica va lluitar sense conclusió contra el Magister militum Fèlix. La guerra civil va acabar amb negociacions mediades per Galla Placidia.
- 432: Batalla de Rímini (432), quan el Magister militum Aeci va ser derrotat pel rival Magister militum Bonifacius, que va morir a causa de les ferides sofertes en la batalla poc després, donant a Aetius el control total de l'Imperi d'Occident.
- 435–437: aixecament de Bagaudae sota Tibatto a la Gàl·lia sufocat per Flavius Aetius.
- 455: Valentinià III assassinat i enderrocat per Petroni Màxim.
- 455: Petronius Maximus apedrejat per la multitud i substituït per Avit.
- 461: Majorià assassinat i enderrocat per Ricimer.
- 468: Usurpació fallida per Arvande.
- 470: usurpació fallida de Romanus.
- 472: Procopi Antemi enderrocat per Ricimer.
- 474: Gliceri enderrocat per Juli Nepot.
- 475: Juli Nepos enderrocat per Flavi Orestes.
- 476: Orestes enderrocat per Odoacre. Ròmul Augústul va ser deposat, posant fi a l'Imperi Romà d'Occident.

## Imperi Romà
- Any dels quatre emperadors (69 dC)
- Any dels cinc emperadors (193)
- Any dels sis emperadors
- Durant la Crisi del segle iii diferents generals van lluitar entre si per esdevenir Emperador de Roma.
- Guerres civil durant la Tetrarquia (293-324)
- Batalla del Frígid (394)
- Revolta Gildònica